# Estadio Antonio Solana
El estadio Antonio Solana es un pequeño estadio ubicado en las afueras de la ciudad de Alicante (concretamente en el barrio de Villafranqueza), que alberga los encuentros de fútbol del CF Intercity y del CFI Alicante. 
Posee dos gradas, Tribuna y Preferente, con una capacidad de 2500 espectadores. Fue inaugurado el 12 de abril de 1979 durante el mandato del entonces presidente alicantinista Jaime Bagur (presidencia bajo la cual el club consiguió ascender a Tercera División, siendo el primer presidente de la entidad en dotar al Alicante CF de un campo propio). El estadio se inauguró con un partido amistoso contra el máximo rival, el Hércules CF, partido que acabó con un 2-1 a favor del Alicante CF.
El Estadio situado en unos terrenos cedidos por la familia Baños, construyéndose allí la Ciudad Deportiva de Villafranqueza (lugar donde se ubica el Estadio Alicante CF) propiedad del Ayuntamiento; sin embargo, existe una cláusula que indica que tan solo el Alicante CF puede usar las instalaciones.
En el año 2013 se realizó una reforma del estadio municipal por parte del Ayuntamiento dotándolo de mejores servicios.
Cuenta así mismo con dos terrenos anexos (uno de fútbol 11 y otro de fútbol 8) donde disputan sus encuentros las categorías inferiores del Club. Las reformadas instalaciones de Villafranqueza fueron inauguradas el 9 de marzo de 2014 con el nombre de Ciudad Deportiva Antonio Solana, Presidente del Alicante C.F. durante el periodo 1999 a 2006.
En junio de 2015 cerró el recinto por unos meses porque sus problemas estructurales suponían riegos para los usuarios. El 29 de enero de 2016 "La Ciudad Deportiva Antonio Solana" en Villafranqueza, reabrió sus puertas tras finalizar las numerosas reformas acometidas por el Ayuntamiento de Alicante debido al pésimo estado en el que se encontraban las instalaciones. La remodelación, se realizó durante dos meses y medio, tuvieron un coste de total 140 000 euros. El 6 de agosto de 2016 se celebra un amistoso contra el Hércules CF con motivo de la reinauguración del campo de césped natural de las instalaciones, ya que los partidos se jugaban en el campo anexo de césped artificial.